# Țâgâra, Bacău
Țâgâra este un sat în comuna Plopana din județul Bacău, Moldova, România.